# Academia Samba Puro
Academia de Samba Puro é uma escola de samba de Porto Alegre. Sua sede se localiza no bairro Partenon.

## História
A Academia de Samba Puro foi fundada em 30 de abril de 1984, por um grupo de moradores do Morro Maria da Conceição, entre eles alguns ex-componentes da Academia de Samba Praiana. As cores escolhidas para a escola foram o azul, o amarelo e o branco. O símbolo escolhido foi um pandeiro sobre uma mão, para ser a representação do verdadeiro samba de raiz, já que a entidade surgiu com esse propósito. Seu lema é: Somos a raiz do samba!

## Figuras da escola
- Mestre Nandi do Cavaco: Fundador e diretor de Harmonia.
- Jorge Augusto Nobre Santos, o Pitoco: Um dos fundadores.[3] e primeiro intérprete da escola (1985-1994)
- Mestre Papai: mestre-de-bateria.
- Eugênio Paraquedas: compositor dos primeiros sambas da escola.
- Lilico: passista.
- Valquiria, Wilza, Nair: Porta-estandartes em épocas distintas.

## Segmentos

### Presidentes
| Nome                     | Mandato         | Ref.   |
| ------------------------ | --------------- | ------ |
| Paulo Ricardo Gurskas    | 1990            | [ 1 ]  |
| Gilberto Alencastro      | 1991            | [ 1 ]  |
| Francisco de Assis Borba | 1992–1993       | [ 1 ]  |
| Paulo Ricardo Gurskas    | 1994            | [ 1 ]  |
| Alcino Evilásio da Rosa  | 1995-1997       | [ 1 ]  |
| Mário Jéferson Pinheiro  | 1998-2000       | [ 1 ]  |
| Jorge Gonçalves          | 2001–2004       | [ 4 ]  |
| Celso Luiz da Silva      | 2005–2006       | [ 4 ]  |
| Guaraci Pedroso Feijó    | 2007            | [ 5 ]  |
| Dilmair Monte dos Santos | 2008            | [ 6 ]  |
| Jorge Gonçalves          | 2009–2010       | [ 7 ]  |
| Paulinho Branco          | 2011            | [ 8 ]  |
| Comissão                 | 2012            | [ 9 ]  |
| Mário Jéferson Pinheiro  | 2013-2015       | [ 10 ] |
| Edson Prego              | 2016            | [ 11 ] |
| Mauricio Molina          | 2017-2019       |        |
| Marco Aurélio Souza      | 2019-2022       | [ 12 ] |
| Allyson dos Santos       | 2022-Atualidade | [ 13 ] |

### Diretores
| Ano  | Diretor de Carnaval                           | Diretor de harmonia | Ref.   |
| ---- | --------------------------------------------- | ------------------- | ------ |
| 2014 | Emerson Waner                                 |                     |        |
| 2022 | Jonathan Maciel                               | Tapir e Nilson      | [ 14 ] |
| 2023 | Alysson Gomes, Fabio Lima e Maurício Trindade |                     | [ 13 ] |
| 2024 | Bráulio Pontes                                |                     | [ 15 ] |
| 2025 | Comissão de Carnaval                          |                     | [ 16 ] |

| Ano        | Mestre de bateria         | Ref.          |
| ---------- | ------------------------- | ------------- |
| 1985–1998  | João Gomes “Mestre Papai” | [ 1 ]         |
| 1999       | Miguel Antônio Rosa       | [ 1 ]         |
| 2000       | Ibanor Diniz              | [ 2 ]         |
| 2008       | Mestre Faustinho          |               |
| 2011-2014  | Mestre Marquinhos         | [ 10 ]        |
| 2015-2016  | Mestre Karlinhos          | [ 11 ]        |
| 2017       | Mauricio Molina           |               |
| 2018-2019  | Mestre Michael Douglas    |               |
| 2020       | Mestre Jean Lucan         | [ 12 ]        |
| 2022       | Mestre Garrincha          | [ 14 ]        |
| 2023-2024  | Mestre Tiago Titi         | [ 13 ] [ 15 ] |
| 2025-Atual | Mestre Garrincha          | [ 16 ]        |

### Casal de Mestre-sala e Porta-bandeira
| Ano        | Nome                                            | Ref.   |
| ---------- | ----------------------------------------------- | ------ |
| 1990       | Jorge Soares “Bieco” e Gilda Coimbra “Neca”     | [ 1 ]  |
| 1991       | Mário Jéferson e Rosângela Carvalho             | [ 1 ]  |
| 1992       | Cristiano Bueno e Gisa da Silva                 | [ 1 ]  |
| 1993       | Cristiano Bueno e Eloísa Madruga Gomes          | [ 1 ]  |
| 1994-1995  | Sérgio dos Santos e Carmem Bicca dos Santos     | [ 1 ]  |
| 1996       | Mário Jéferson e Rosângela Carvalho             | [ 1 ]  |
| 1998       | Luiz Henrique “Lilico” e Vaníria Fagundes       | [ 1 ]  |
| 1999       | Jorge Nascimento “Zoca” e Itanajara Dione “Ita” | [ 1 ]  |
| 2000       | Renatinho e Cristiane                           | [ 2 ]  |
| 2005       | Marcelinho e Michele                            |        |
| 2008       | Zé e Simone                                     | [ 17 ] |
| 2010       | Cristiano Caetano e Guislaine Pereira           |        |
| 2011       | Edinho e Rosana Lippert                         | [ 8 ]  |
| 2012       | Leonardo e Guislaine Pereira                    |        |
| 2013       | Oldair Santos e Guislaine Pereira               | [ 18 ] |
| 2014       | Ulisses e Guislaine Pereira                     | [ 10 ] |
| 2015       | Alexandre Becker e Guislaine Pereira            |        |
| 2016       | Leandro Chuca e Paula Veronica                  |        |
| 2020       | Tadeu Pé de Vento e Nanny                       | [ 19 ] |
| 2022       | Phelipe Lemos e Giulia Pacheco                  | [ 14 ] |
| 2023       | Renan Nunes e Tairine Machado                   | [ 13 ] |
| 2024       | Marcinho Siqueira e Cristiane Caldas            | [ 15 ] |
| 2025-Atual | João Boff e Josiane Santos                      | [ 16 ] |

## Carnavais
| Ano                                               | Colocação     | Grupo           | Enredo | Carnavalesco                              | Intérprete                     | Ref.                        |
| ------------------------------------------------- | ------------- | --------------- | --- | ----------------------------------------- | ------------------------------ | --------------------------- |
| 1985                                              | Hors Concours |                 | Relembranças de Porto Alegre.                                                                                         |                                           | Pitoco                         |                             |
| 1986                                              | Não desfilou  |                 | |                                           |                                | [ 20 ]                      |
| 1987                                              | Campeã        | III             | Raízes do samba. |                                           | Pitoco                         |                             |
| 1988                                              | 7.º lugar     | II              | A Noite |                                           | Pitoco                         | [ 21 ]                      |
| 1989                                              | 4.º lugar     | II              | Quem está no inferno, está por conta do diabo.                                                                        |                                           | Laurinho                       |                             |
| 1990                                              | 3.º lugar     | 1B              | Declaração de Altamira: Não a Kararaô.                                                                                |                                           | Pitoco                         | [ 1 ]                       |
| 1991                                              | Campeã        | 1B              | Fantasia, sonho sem fim.                                                                                              |                                           | Pitoco                         | [ 1 ] [ 22 ]                |
| 1992                                              | 8.º lugar     | 1A              | Sabor de Brasil no embalo do samba.                                                                                   |                                           | Pitoco                         | [ 23 ]                      |
| 1993                                              | 8.º lugar     | 1A              | As quatro estações do Rio Grande de São Pedro.                                                                        |                                           | Pitoco                         | [ 1 ]                       |
| 1994                                              | 3.º lugar     | 1B              | Mais do que nunca, ainda hoje, Zumbi.                                                                                 |                                           | Pitoco                         | [ 1 ]                       |
| 1995                                              | 9.º lugar     | 1B              | O maior mágico do Mundo - O operário brasileiro.                                                                      |                                           | Marcelo Kará                   | [ 1 ]                       |
| 1996                                              | 8.º lugar     | Intermediário B | Os guardiões dos tesouros ocultos.                                                                                    |                                           |                                | [ 1 ]                       |
| 1997                                              | Vice-campeã   | Acesso          | SOS, o Apocalipse vem aí.                                                                                             |                                           | Paulo Cesar                    |                             |
| 1998                                              | 3.º lugar     | Intermediário B | Festa no Olimpo. |                                           | Pitoco                         | [ 1 ] [ 24 ]                |
| 1999                                              | Vice-campeã   | Intermediário B | O homem - Menino numa viagem ao templo da criação.                                                                    |                                           | Nêgo Edu                       | [ 1 ] [ 25 ]                |
| 2000                                              | 3.º lugar     | Intermediário B | Salomão e Sabá nas mil e uma noites de Bagdá - 15 anos de Samba Puro.                                                 | Adoniram Ferreira                         | Rogério Xavier                 | [ 2 ] [ 26 ] [ 27 ]         |
| 2001                                              | Campeã        | Intermediário B | Mitologia do Brasil - Assim nasceram os Guaranis.                                                                     | Guaraci Feijó                             | Rogério Xavier                 | [ 28 ]                      |
| 2002                                              | Campeã        | Intemediário A  | Do magnetismo das cores, a alegria e a paixão de um povo.                                                             |                                           | Paulinho Durão                 | [ 29 ] [ 30 ]               |
| 2003                                              | 5.º lugar     | Especial        | O show vai começar, é Expointer, a cara do Rio Grande.                                                                | Carlos Alberto de Souza                   | Paulinho Durão                 | [ 31 ] [ 32 ]               |
| 2004                                              | 3.º lugar     | Especial        | Entre panelas e temperos, a arte do Anonymus Gourmet.                                                                 | Irmãos Peres                              | Paulinho Durão                 | [ 33 ] [ 34 ] [ 35 ]        |
| 2005                                              | 7.º lugar     | Especial        | Tem Rei, Tem Rainha na Senzala Brasileira.                                                                            | Guaraci Feijó                             | Paulinho Durão                 | [ 36 ] [ 37 ] [ 38 ] [ 39 ] |
| 2006                                              | 5.º lugar     | A               | No caminho das pedras a Samba Puro é a preciosa.                                                                      | Silvio de Oliveira                        | Igor Goulart                   |                             |
| 2007                                              | 14.º lugar    | Especial        | Sou bela, sou Miss… Nas mãos do Mago sou feliz.                                                                       | Guaraci Feijó                             | Sandrinho Gessé                | [ 40 ]                      |
| 2008                                              | 14.º lugar    | Especial        | Do Catete ao morro de Mangueira, centenário de Cartola, o Divino Mestre, na cadência da Samba Puro.                   | Comissão de Carnaval                      | Paulinho Durão                 | [ 41 ] [ 42 ]               |
| 2009                                              | Vice-campeã   | Acesso          | Entre Abóboras, Bruxas e Duendes a Samba Puro promete: O Caldeirão Vai Ferver                                         |                                           | Maurício Azevedo               | [ 43 ] [ 44 ] [ 45 ]        |
| 2010                                              | Campeã        | A               | A Samba Puro desce o morro e anuncia: É Natal!                                                                        |                                           | Paulinho Durão                 | [ 46 ] [ 47 ]               |
| 2011                                              | 12.º lugar    | Especial        | Assim Renasce a Esperança – De Rozeli da Silva às Mulheres da Mangueira, a Samba Puro Homenageia a Mulher Brasileira. | Gilson Lucena (Giguilee)                  | Paulinho Durão                 | [ 8 ] [ 48 ] [ 49 ] [ 50 ]  |
| 2012                                              | 3.º lugar     | A               | Desde os tempos dos bondes ao apogeu das novas tecnologias, a Carris é patrimônio do povo.                            | Juliano Soares "Latinha"                  | Maurício Azevedo               | [ 9 ] [ 51 ]                |
| 2013                                              | Campeã        | A               | Querer é Poder. | Guaraci Feijó                             | Mauricio Azevedo               | [ 18 ] [ 52 ] [ 53 ]        |
| 2014                                              | 10.º lugar    | Especial        | Sou Maria e Trago Outras Marias Para o Meu Carnaval                                                                   | Guaraci Feijó                             | Kauby Tavares                  | [ 10 ] [ 54 ] [ 55 ] [ 56 ] |
| 2015                                              | Vice-campeã   | A               | Sob o Manto Azul e Dourado, Santa Sara é a Luz que Inspira a Samba Puro                                               | Juliano Soares "Latinha"                  | Paulinho Durão                 | [ 57 ] [ 58 ] [ 59 ]        |
| 2016                                              | 4.º lugar     | Grupão          | Se chorei ou se sorri, e o importante é que emoções com a Samba Puro eu vivi                                          | Daniel Borges                             | Paulinho Durão                 | [ 60 ] [ 61 ] [ 62 ] [ 63 ] |
| As escolas da Série Prata não desfilaram em 2017. |               |                 | |                                           |                                |                             |
| Desfile cancelado em 2018.                        |               |                 | |                                           |                                |                             |
| 2019                                              | Convidada     | Série Prata     | Abram as Cortinas da Folia, O Teatro Hoje é Tema na Passarela da Alegria                                              | Comissão                                  | Andy Mendonça                  | [ 67 ] [ 68 ]               |
| 2020                                              | 7.º lugar     | Série Prata     | De Guaporé ao Japão, o Verdadeiro Rei que Conquistou a Maria da Conceição - Salve Renato, Multicampeão                | Marcelo Tatau, Ted Fraga e Mauricio Fraga | Andy Mendonça e Rogério Xavier | [ 12 ] [ 19 ] [ 69 ] [ 70 ] |
| Desfile cancelado em 2021.                        |               |                 | |                                           |                                |                             |
| 2022                                              | 7.º lugar     | Série Prata     | Dos Porões da Escravidão Escorre o Sangue dos Negros Que Escreveram Seus Nomes na História...                         | Juliano Soares "Latinha"                  | Leozinho Nunes e Andrey        | [ 14 ] [ 72 ]               |
| 2023                                              | 8.º lugar     | Série Prata     | Caá Yari, Ouro Verde, Tradição e Patrimônio Cultural dos Pampas                                                       | Fabiano Almeida e Regina Passaes          | Leandrinho LV                  | [ 13 ] [ 73 ]               |
| 2024                                              | 8.º lugar     | Série Prata     | Gramado, Um Mundo de Magia e Chocolate Puramente Artesanais                                                           | Regina Passaes                            | Robinho Sorriso e Ortiz        | [ 74 ] [ 15 ] [ 75 ]        |
| 2025                                              | 4.º lugar     | Série Bronze    | É morro, é favela, é gueto, é quilombo: Revivencias da Samba Puro                                                     | Comissão de Carnaval                      | Robinho Sorriso                | [ 16 ] [ 76 ]               |
| 2026                                              |               | Série Bronze    | A Terra do Axé — Bahia de Todos Os Santos                                                                             | Márcio Suarez                             | Wandinho                       | [ 77 ]                      |

## Títulos
| Títulos da Academia de Samba Puro | Títulos da Academia de Samba Puro                | Títulos da Academia de Samba Puro | Títulos da Academia de Samba Puro |
| --------------------------------- | ------------------------------------------------ | --------------------------------- | --------------------------------- |
| Grupo                             | Grupo                                            | Títulos                           | Anos                              |
|                                   | 1B / Intermediário-A / A (Atual Série Prata)     | 4                                 | 1991, 2002, 2010, 2013            |
|                                   | Grupo-III / Intermediário-B (Atual Série Bronze) | 2                                 | 1987, 2001                        |

## Prêmios
Estandarte de Ouro
Grupo A
- 2010: Alegorias e adereços, enredo, evolução, harmonia, ala de baianas, interprete, passista masculino, passista feminino, velha guarda, diretor de carnaval e presidente.[78]
- 2012: Harmonia, velha guarda, melhor ala, passista feminino e 1ª porta-estandarte.[79]
- 2013: Bateria, harmonia, samba-enredo, enredo, fantasias, evolução, alegorias, comissão de frente, velha guarda, porta-estandarte, passista masculino, passista feminino, interprete, ala de passo marcado, ala de baianas, ala, diretor de carnaval e presidente.[80]

Grupão
- 2016: Mestre-sala e porta-bandeira.[81]